# Todi Thanasi
Todi Thanasi (ur. 8 lutego 1930 w Durrës, zm. 18 lutego 1982) – albański aktor.

## Życiorys
Debiutował na scenie amatorskiej domu kultury w Durrës. W 1953 należał do grona założycieli teatru im. Aleksandra Moisiu w Durrës, na deskach którego przez wiele lat występował na scenie. W styczniu 1955 za rolę w operetce Izaaka Dunajewskiego Swobodny wiatr został uhonorowany Medalem Pracy, nadanym przez Prezydium Zgromadzenia Ludowego Albanii. W 1957 ukończył liceum artystyczne Jordan Misja w Tiranie.
W 1965 zadebiutował na wielkim ekranie małą rolą w filmie Vitet e para. Wystąpił w pięciu filmach fabularnych w rolach drugoplanowych.
W 1980 wspólnie z Esatem Oktrovą i Vangjelem Moisiu opracował biografię aktora Aleksandra Moisiu.
W życiu prywatnym był żonaty (żona Sila), miał dwóch synów.

## Filmografia
- 1965: Vitet e para jako inżynier Vasil Minga
- 1966: Komisari i Dritës jako kupiec Hasan
- 1968: Horizonte te hapura jako kapitan statku Rrufeja
- 1969: Plagë të vjetra jako Aredin, delegat ministerstwa skierowany do kopalni
- 1979: Balonat jako Raqi, ojciec Mondy